# Municipio de Zero
El municipio de Zero (en inglés: Zero Township) es un municipio ubicado en el condado de Adams en el estado estadounidense de Nebraska. En el año 2010 tenía una población de 252 habitantes y una densidad poblacional de 2,69 personas por km².

## Geografía
El municipio de Zero se encuentra ubicado en las coordenadas 40°23′25″N 98°26′19″O / 40.39028, -98.43861. Según la Oficina del Censo de los Estados Unidos, el municipio tiene una superficie total de 93.65 km², de la cual 93,61 km² corresponden a tierra firme y (0,04 %) 0,04 km² es agua.

## Demografía
Según el censo de 2010, había 252 personas residiendo en el municipio de Zero. La densidad de población era de 2,69 hab./km². De los 252 habitantes, el municipio de Zero estaba compuesto por el 99,21 % blancos, el 0,4 % eran asiáticos y el 0,4 % eran de una mezcla de razas. Del total de la población el 0 % eran hispanos o latinos de cualquier raza.